# Paulina Hougaard-Jensen
Paulina Hougaard-Jensen (* 11. Oktober 1996 in Kopenhagen) ist eine dänische Volleyball-Nationalspielerin.

## Karriere
Hougaard-Jensen wuchs als Tochter eines Dänen und einer Deutschen in Kopenhagen auf und besuchte das Falkonergårdens Gymnasium in Frederiksberg. Sie begann ihre Karriere beim Brøndby Volleyball Klub. Mit dem Verein gewann die Mittelblockerin 2014 und 2015 den dänischen Pokal. In der Saison 2015/16 wurde sie als beste Mittelblockerin der Liga ausgezeichnet. Von 2016 bis 2019 studierte sie an der Colorado State University und spielte für die Universitätsmannschaft Rams. Danach wechselte die dänische Nationalspielerin zum französischen Erstligisten Municipal Olympique Mougins Volley-Ball. 2020 wurde Hougaard-Jensen vom deutschen Bundesligisten Ladies in Black Aachen verpflichtet. Wegen einer zunächst nicht erkannten Verletzung fiel sie allerdings in der Saison 2020/21 aus. Für die Saison 2021/22 wechselte sie zurück in ihre Heimat zum Brøndby Volleyball Klub.